# ويلينغتون د. رانكين
ويلينغتون د. رانكين (بالإنجليزية: Wellington D. Rankin)‏ هو محامي وسياسي أمريكي، ولد في 16 سبتمبر 1884 في ميسولا في الولايات المتحدة، وتوفي في 4 يونيو 1966. حزبياً، نشط في الحزب الجمهوري.